# Dekanat Kurzętnik
Dekanat Kurzętnik – jeden z 24 dekanatów w rzymskokatolickiej diecezji toruńskiej.

## Historia
Dekanat kurzętnicki powstał 2 grudnia 2001 roku w ramach reorganizacji struktur diecezjalnych, którą przeprowadził ówczesny biskup toruński Andrzej Suski. 

## Parafie
Lista parafii (stan z 11 listopada 2018):
| Lp | Miejscowość / parafia                           | Proboszcz / administrator   | Zdjęcie |
| -- | ----------------------------------------------- | --------------------------- | ------- |
| 1  | Brzozie Lubawskie parafia św. Jana Chrzcieciela | ks. kan. Bernard Zakrzewski |         |
| 2  | Krotoszyny parafia Trójcy Świętej               | ks. kan. Jacek Byra         |         |
| 3  | Kurzętnik parafia św. Marii Magdaleny           | ks. kan. Andrzej Ziegert    |         |
| 4  | Lipinki parafia św. Apostołów Piotra i Pawła    | ks. Maciej Górka            |         |
| 5  | Łąkorz parafia św. Mikołaja                     | ks. Wojciech Badach         |         |
| 6  | Ostrowite parafia św. Jakuba Apostoła           | ks. Paweł Dąbrowski         |         |
| 7  | Szwarcenowo parafia św. Mikołaja                | ks. Przemysław Bolewski     |         |
| 8  | Tereszewo parafia św. Antoniego Padewskiego     | ks. Tomasz Żynda            |         |